# 張廷翰 (信都人)
張廷翰（?—964年），冀州信都人。父張慎圖，為後周兵部郎中。張廷翰少慷慨，有智略，善騎射。後晉天福中，為冀州牢城軍校。契丹入中原，署何行通為冀州刺史，遼太宗耶律德光死後，州人殺何行通，推張廷翰知州事。後漢初，拜冀州刺史，為政寬厚。張廷翰在郡八年，契丹將高牟翰數擾邊疆，皆為張廷翰擊走。顯德中，歷棣、海、沂三州團練使，屢敗淮人，移萊州。宋初，又歷冀、亳二州。乾德二年，卒，年，四十七。

## 延伸阅读
[在维基数据编辑]
 《宋史/卷271》，出自脱脱《宋史》